# Скалатский замок
Ска́латский за́мок (укр. Ска́латський замок) — расположен в городе Ска́лат Тернопольской области.

## История
Скалат изначально был мятежным городом. Старые судебные документы констатируют, что в 1602 году «работные» люди — Лукаш и его помощники Андрей и Матвей в ответ на притеснения со стороны польского правительства подожгли городскую ратушу. Многие скалатчане сражались в отрядах Северина Наливайко (уроженец Гусятынской земли). Поэтому естественно, что местные магнаты, не чувствуя себя уверенно даже рядом со своими холопами, должны были заботиться о прочности и надежности своего замка. Поэтому в 1630 году было начато строительство крепости, которое продолжалось до 1634 года. Хотя некоторые источники дают весьма разное время основания замка: Ипполит Ступницкий — Хвист, другие считают, что замок возник после основания города (в 1600 году) и принадлежал Сенявским. Но большинство исследователей склоняются к мнению, что замок был основан около 1630 года Кшиштофором Вихровським. Впоследствии, как приданое его дочери Вероники, перешёл к сеноцького кастеляна Яна Фирлейова.

## Строительство замка
В строительстве замка применены разные стили: ренессанса, барокко и смешанный.
Развитие населенного пункта, изменение облика крепости в результате войны и реконструкции привели к потере её оборонительных функций, и она активно участвует в формировании архитектурного силуэта Скалата.
В 1988 году институт «Укрзападпроектреставрация» осуществил архитектурно — археологическое обследование крепости, а в 1990 г. архитекторы института проработали эскизный проект реставрации замка и в настоящее время начали его воплощение.

## Описание

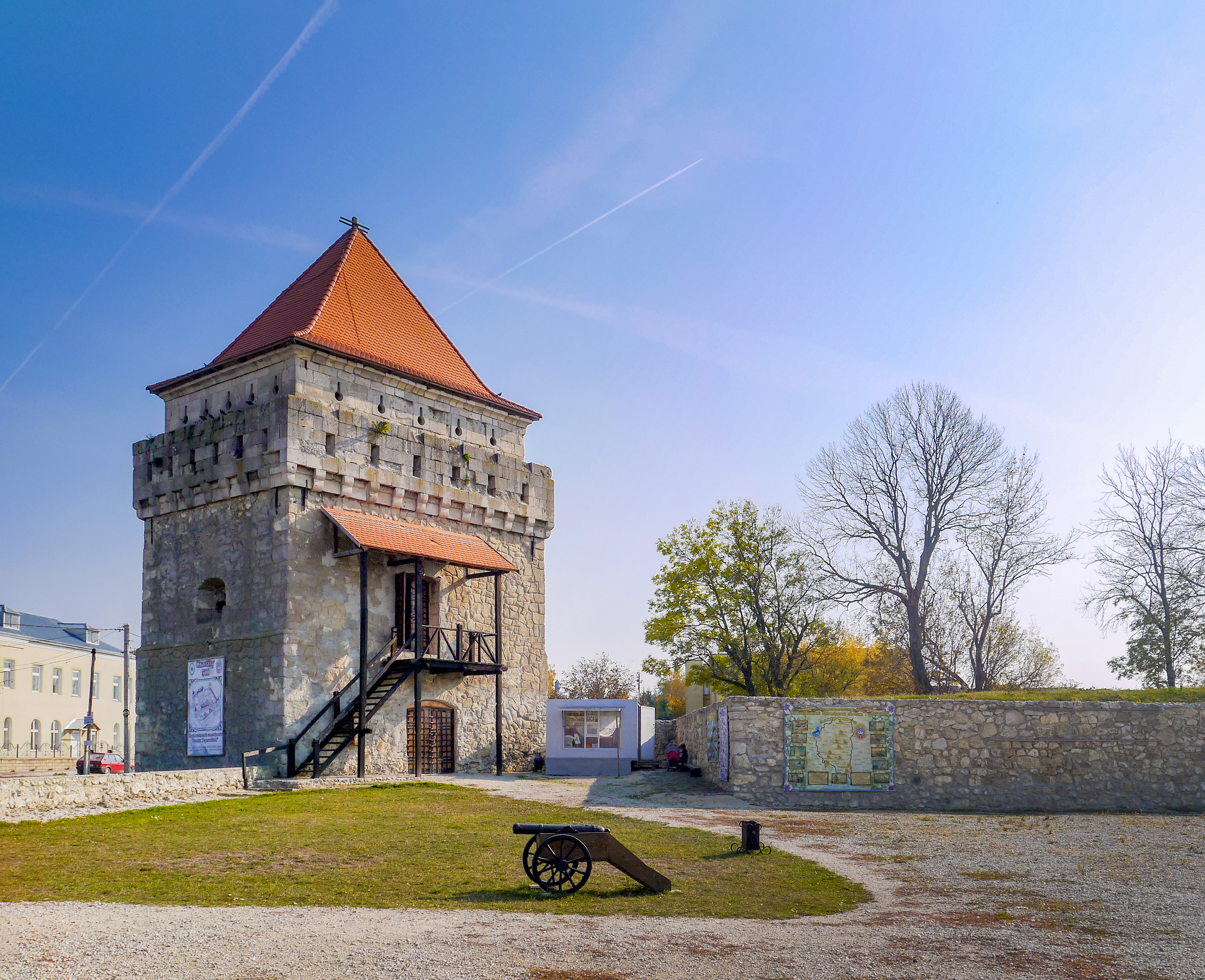
Одна из 4 оборонных башен

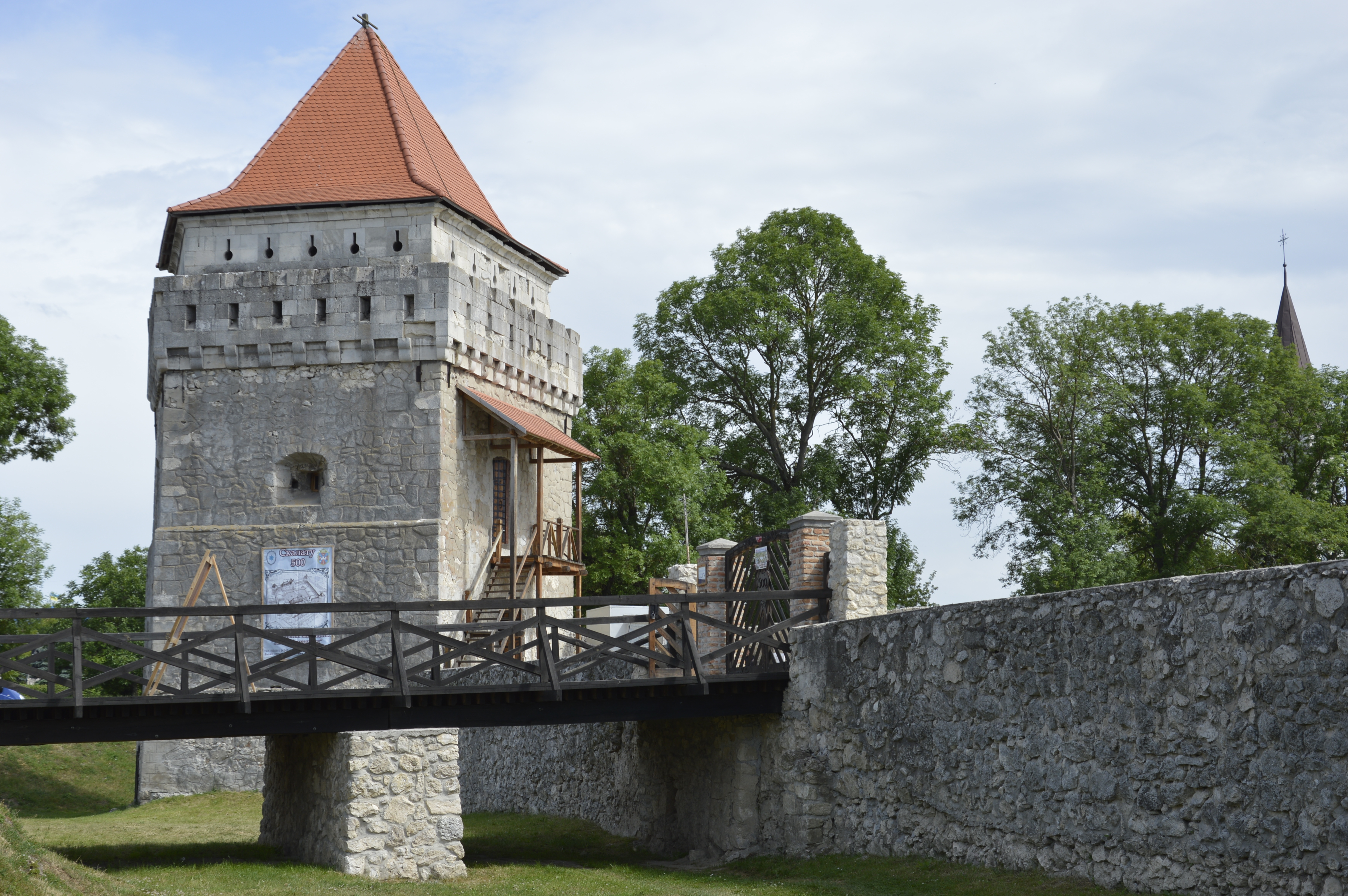
Въездные ворота и мост

Скалатский замок расположен в юго-западной части города, в пойме реки. Это оборонительное сооружение было предназначено и для защиты юго-восточных границ Речи Посполитой от нападений турок и татар. В связи со своим первоначальным функциональным назначением был построен на возвышенности, окружен рвом с водой, имел один подъездной путь.
Внешне весь комплекс окружен оборонительными шестиметровыми стенами толщиной до 2-х метров из песчаника, образующими неправильный четырёхугольник. Длинная северная стена имела длину 92 метра, южная и западная — 72 м, а восточная — почти 63 метра. Все они упирались по углам в краеугольные пятиэтажные башни (ориентированы точно по сторонам света), имеющих высокие шатровые черепичные кровли. Эти башни (подобно бастионов) оберегали подходы к замку. В них располагались бойницы, имевшие 4 яруса с амбразурой и бойницами. Третий ярус имеет машикули. Бойницы четвёртого яруса имеют форму замка. Для сооружения комплекса использовался ломаный камень, добываемый рядом, на Товтровом кряже.
Изначально этот комплекс имел хорошо продуманную систему вспомогательных фортификаций с использованием природных факторов — болота и небольших глубоких водоемов. В настоящее время сохранился широкий (до 3-х метров) сухой ров с юго-восточной стороны, как напоминание о заполненных водой рвах глубиной до 2-х метров с северной и юго-восточной стороны, которые соединялись плотиной с прудом. Кроме того, на территории комплекса были построены подземные галереи, с помощью которых при полном окружении защитники могли бы поддерживать связь с внешним миром. По свидетельствам старожилов, от башен (по крайней мере от двух из них) были построены подземные ходы, которые сходились в центре комплекса и образовывали подземную комнату. В ней посередине находился каменный стол. Поскольку в этой комнате были найдены прикрепленные к стенам металлические крюки и цепи, то можно предположить, что это место использовали для заточения. Фрагменты подземных галерей сохранились и в наше время.

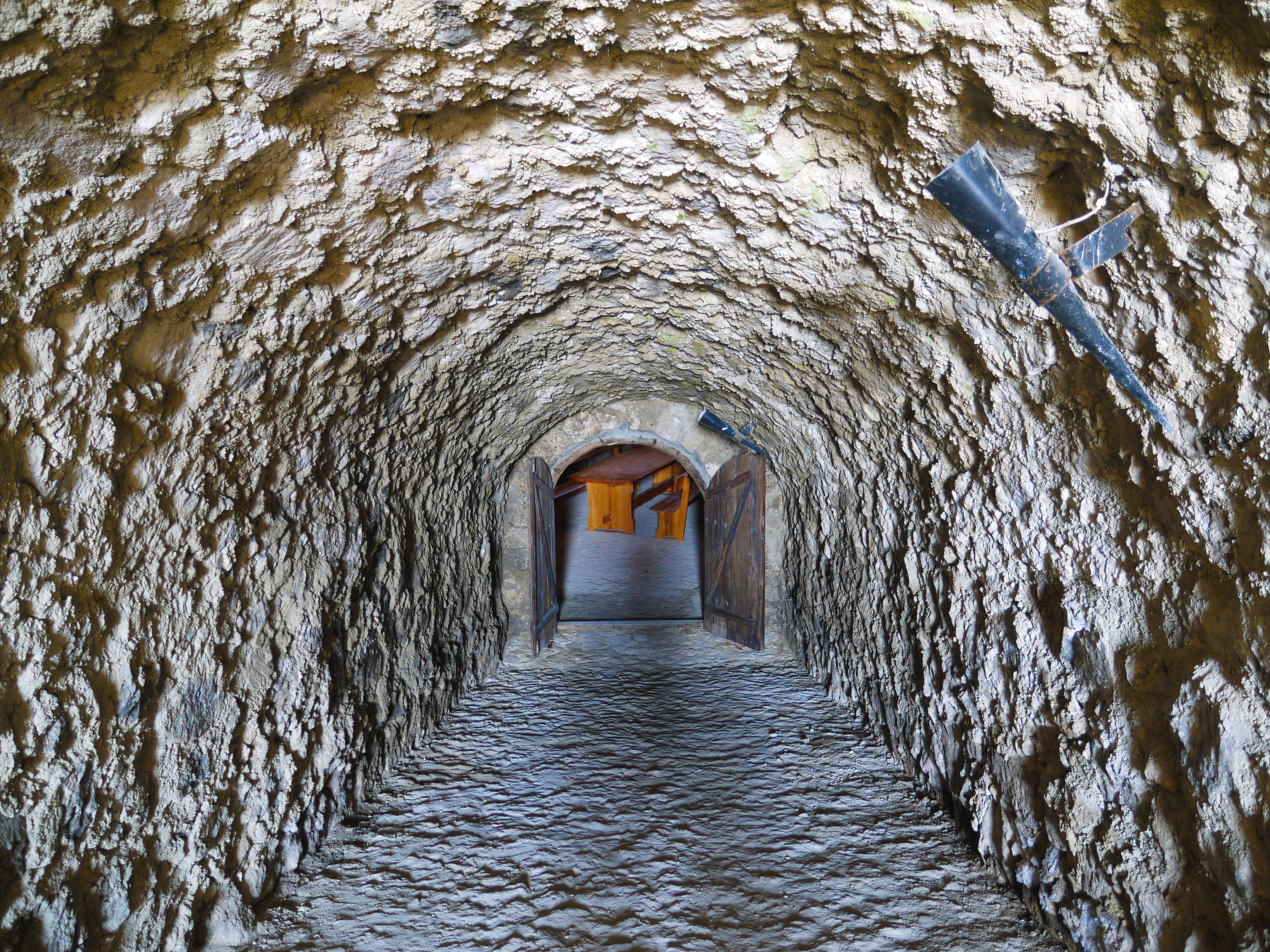
Вход в замковые подземелья

В восточную стену внутри крепости был встроен дворец, в котором жила барская семья. На его месте после опустошения, в поздние времена, построили другой, гораздо хуже и беднее, с «партерными» ярусами. К противоположной стороне обводной стены примыкал комплекс помещений хозяйственного назначения. Замок был рассчитан на содержание и обеспечение боевой деятельности гарнизона и имел для этого все необходимое. А массивные стеновые конструкции, небольшие по площади оконные проемы башен делают замок неприступным и суровым на вид и в наше время. В крепости уже в более поздние времена (перед Первой Мировой войной) рос хорошо ухоженный сад. Только въездные ворота, расположенные на юго-востоке, не отражали первоначального оборонного характера замка, они напоминали типичные дворцовые ворота XVII века. Эти ворота была украшены тремя каменными фигурами по обе стороны, и имели две калитки, каждая из которых была украшена каменными вазами. Над воротами, между ваз, опершись на овальный щит, как привратник стоял каменный рыцарь в шлеме. На щите видны гербы знатных родов — владельцев замка Сципион Лелива, Равич, Елита. С фасада над воротами и калитками виден выбитый текст, что-то из истории замка и имя феодала, который причастен к постройке. На внешней стороне над воротами находились каменные плиты с описаниями истории замка. Позже под замком справа построили многоэтажный административный дом, где в XIX в. содержались правительственные учреждения: староство, уездный суд и другие. Замок испытал немало разрушений и нападений. Особенно в 1648, 1649, 1651 годах, когда крестьянско-казацкие войска под руководством Кривоноса вступили в город, а в 1672 г. во время нападения турецко-татарских орд, которые возглавил паша Ибрагим Шишман, был разрушен не только замок, но и город.

## Восстановление замка
После длительного упадка владелица Мария Воздицкая в XVIII в. отстроила его в форме четырёхугольника с четырьмя пятиконечными башнями по бокам. Позже замок перешёл во владение Понятовских, а во второй половине XIX ст. вместе с прилегающей территорией и зданиями был продан З.Розенштокову. После этого замок упоминается как собственность Александра Потоцкого, который подарил его городским властям. Во время войны дворец был разрушен, остались только башни, стены и въездные ворота. Башни в 50-х годах XX в. были реставрированы, а затем использовались для бытовых целей. До сих привлекают четыре башни с бойницами, крытые красной черепицей. Сохранились фрагменты стен и сухой ров с восточной стороны, подземные галереи.
С 2004 года замок находится на балансе Национального заповедника «Замки Тернопольщины».

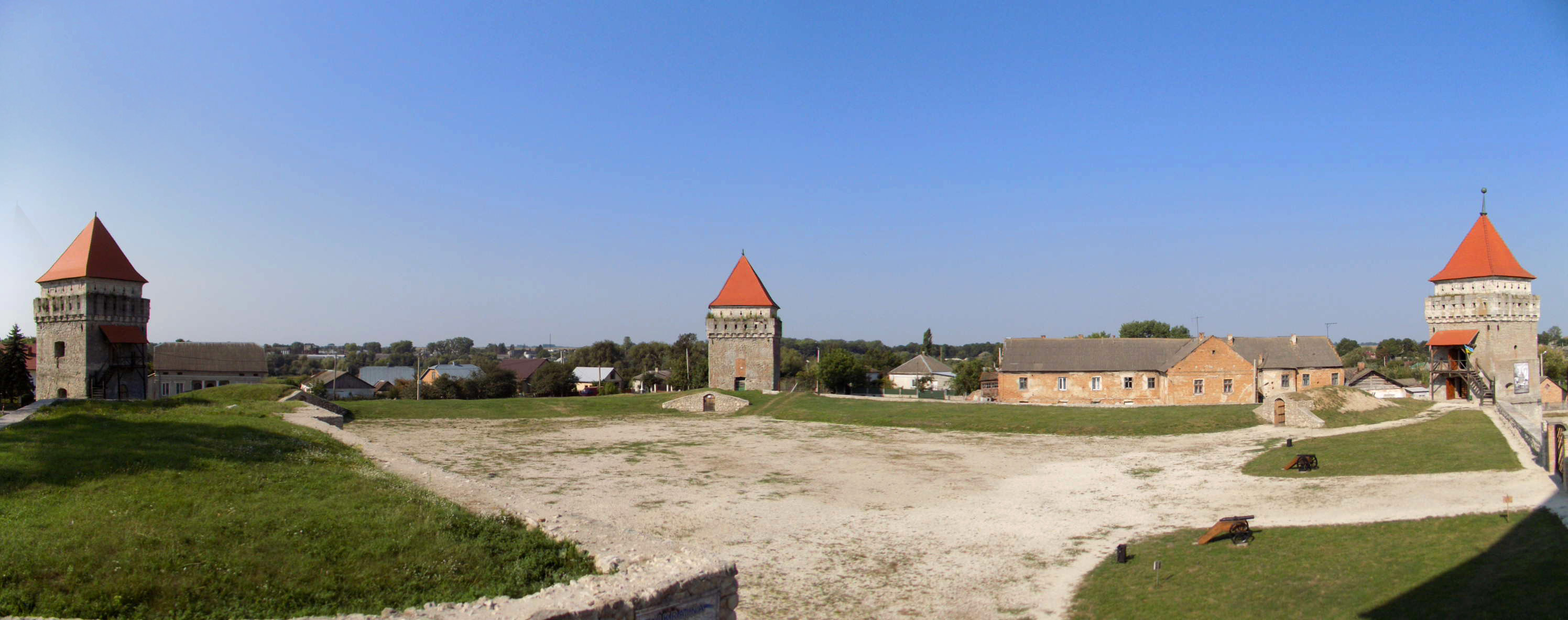
Панорамный вид замка